# دانیل الیوت هیوجر
دانیل الیوت هیوجر (به انگلیسی: Daniel Elliott Huger) سناتور سابق عضو حزب دموکرات ایالات متحده آمریکا بود. وی در سال ۱۸۴۳ تا ۱۸۴۵ میلادی سناتور ایالت کارولینای جنوبی در سنای ایالات متحده آمریکا بود.